# Not For Broadcast
Not For Broadcast é um jogo eletrônico de simulação política em movimento completo desenvolvido pelo estúdio britânico de videogames NotGames e publicado pela tinyBuild. O jogo foi lançado com seu primeiro episódio em acesso antecipado em 30 de janeiro de 2020. O jogo completo, incluindo o terceiro e último episódio, foi lançado mundialmente em 25 de janeiro de 2022.
O jogo se passa em um país europeu sem nome (semelhante ao Reino Unido) em meados da década de 1980, onde um novo partido político progressista de extrema esquerda chamado Advance obteve uma vitória surpreendente nas eleições e começa a lidar com o país de uma forma distópica autoritária. O jogador assume o papel de Alex Winston, diretor de estúdio de uma emissora de televisão nacional, tendo que produzir uma transmissão ao vivo, reproduzir anúncios, censurar palavrões e evitar interferências em um esforço para manter a audiência alta.
No lançamento de acesso antecipado, Not For Broadcast recebeu críticas, com elogios à sua jogabilidade e mecânica, sendo criticado por confundir a narrativa política.

## Jogabilidade

### Dias de transmissão
O jogador faz o papel do diretor de estúdio, Alex Winston na sala de controle de produção do National Nightly News.
O player usa o mixer de visão para selecionar qual feed da câmera transmitir. Após um atraso de transmissão de dois segundos, o feed selecionado é transmitido. O jogador é obrigado a censurar qualquer palavrão ou linguagem censurável ao emitir um sinal sonoro à medida que é transmitido. Em níveis posteriores, o jogador também pode adicionar efeitos sonoros como aplausos e risos enlatados à transmissão. O player também usa um monitor de forma de onda para controlar qualquer interferência. Um medidor de audiência fornece feedback sobre o desempenho do jogador: uma boa edição ajudará a aumentar a audiência, enquanto uma edição ruim, deixar de censurar ou permitir que interferências interrompam a transmissão diminuirá a audiência. Se o medidor de audiência cair para zero, o jogador falha no nível.
Durante a transmissão, o jogador seleciona três anúncios para reproduzir nos intervalos. Os anúncios selecionados influenciam o resultado do jogo promovendo o partido Advance ou seu rival Disrupt, aumentando os ganhos do jogador promovendo empresas nas quais o jogador detém ações ou desbloqueando variações no enredo.
No final de cada dia de transmissão, o jogador é avaliado em sua transmissão, o que afeta seu pagamento. Existe opção de assistir a sua transmissão, bem como as imagens não usadas.

### Dias sem transmissão
O protagonista tem uma vida e uma família fora da sala de transmissão. Isso é representado através de um "sistema de incidentes", uma série de escolhas baseadas em texto em formato de visual onde o jogador, baseado em uma breve história sobre sua vida privada, toma decisões. Essas decisões são influenciadas pelo que o jogador escolheu fazer na sala de transmissão. Às vezes, as escolhas feitas no sistema de incidentes também podem influenciar o que acontece na sala de transmissão. A escolha de certas opções é importante para a família e afeta a dinâmica e os relacionamentos que o personagem do jogador tem com sua família. Um tema importante no jogo é moldar o mundo dentro da sala de transmissão, seguido por viver no mundo que você moldou e viver com as consequências dessas escolhas.

## Enredo
O jogo se passa em uma versão alternativa do Reino Unido entre 1984 e 1991. O jogador é Alex Winston, que trabalha na maior emissora de televisão do país, Channel One, para o National Nightly News. Anteriormente um zelador, Alex se torna engenheiro de transmissão quando seu antecessor, Dave, foge do país e Alex é forçado a editar a transmissão da noite da eleição em seu lugar.
A história começa com o partido político progressista de extrema esquerda Advance, liderado pela advogada Julia Salisbury e a personalidade da televisão Peter Clement, conquistando uma inesperada vitória esmagadora. O Advance implementa uma série de reformas radicais, como redistribuição de riqueza, políticas de direito de morrer e nacionalização de várias grandes corporações. Com o passar do tempo, o Advance se torna cada vez mais autoritário em sua governança, inclusive limitando a liberdade de imprensa e solicitando a censura de declarações antigovernamentais. O grupo de resistência Disrupt forma-se para contrariar a agenda de Advance.
O Conselho Mundial, um análogo das Nações Unidas, impõe duras sanções ao país, causando vários problemas econômicos, eventualmente fazendo com que Advance declare guerra. Cansado do aumento de notícias leves e censura, o co-âncora Jeremy Donaldson faz um snap ao vivo no ar e mantém o estúdio como refém sob a mira de uma arma. Dependendo da resposta do jogador, Jeremy acaba cometendo suicídio, é morto a tiros pela polícia ou é preso. Disrupt começa a sequestrar raramente as transmissões do Channel One. Vinte semanas depois, Advance retalia contra o Conselho Mundial detonando explosivos nucleares em quatro grandes cidades do continente e ameaça detonar mais dispositivos se os países não se renderem incondicionalmente, fazendo com que Advance ganhe a guerra e anexe a Europa.
Um ano e meio depois, o Channel One foi nacionalizado, o Disrupt foi rotulado como um grupo terrorista após encenar ataques e Peter Clement morreu, presumivelmente devido ao abuso de álcool. O porta-voz da Disrupt, Alan James, pede a Alex para manipular a transmissão para iniciar uma revolta contra o governo Advance. Advance está ciente da revolta e envia os militares para derrotar Disrupt. Dependendo da popularidade de Disrupt e se Alex manipula ou não a transmissão com sucesso, Alan recua com sucesso enquanto derruba a torre de transmissão ou é morto. Independentemente de a torre de transmissão ter sido destruída ou não, com o Canal 1 interrompendo temporariamente as operações, o National Nightly News é posteriormente renomeado como um programa de mídia suave chamado NNN. Quatro anos e meio depois, o Advance atribui esterilidade crescente às bombas, e a propaganda do Advance entrou na mente dos adolescentes. Existem quatro segmentos finais diferentes, dependendo se Jeremy e Alan estão vivos ou falecidos, levando a quatorze epílogos diferentes, dependendo da posição política do jogador (pró-Advance, pró-Disruptou e neutro) e sua escolha de jogar ou não uma fita, expondo Advance ou Disrupt.

## Elenco
- Paul Baverstock como Jeremy Donaldson, o co-âncora masculino do National Nightly News
- Andrea Valls como Megan Wolfe, a co-âncora feminina do National Nightly News
- Sarah Gibbons como Jenny, a gerente de salão .
- Jade Johnson como Robyn Shorte, uma repórter.
- George Vere como Patrick Bannon, um repórter. Vere também interpreta o pai de Patrick, personalidade de televisão Graham Bannon, no episódio do teleton.
- Emma Mulkern como Not Patrick/Francis, uma repórter que substitui Patrick Bannon.
- Claire Racklyeft como Julia Salisbury, uma advogada que se tornou co-líder da Advance e primeira-ministra.
- Roger Alborough como Peter Clement, uma personalidade da televisão que se tornou co-líder do Advance e primeiro-ministro.
- Jonathan Hawkins como Alan James, um teórico da conspiração que se tornou porta-voz de Disrupt.
- Dan Ellis como Geoff Álgebra
- Adam Willis como Tommy Harris
- Helen Potter como Phillipa Rayden[6]

## Desenvolvimento
O primeiro episódio de Not For Broadcast foi lançado em acesso antecipado em 30 de janeiro de 2020, com os desenvolvedores declarando sua intenção de mantê-lo em acesso antecipado por aproximadamente dezoito meses, atualizando três novos episódios gratuitos que fizeram com que o preço do jogo aumentasse. Dias antes do início das filmagens de um segundo episódio, a pandemia do COVID-19 no Reino Unido levou a bloqueios que interromperam toda a produção. Em vez de pausar a produção, os desenvolvedores optaram por criar um capítulo bônus intitulado Not For Broadcast: Lockdown, que contém um novo enredo, com o elenco preso em casa "enquanto se protege de uma horda de brinquedos infantis animatrônicos". O capítulo foi lançado juntamente com um novo modo de desafio, apresentando 4 variações de desafios diferentes. Devido ao bloqueio atrasando a produção do jogo, o plano original de ter 4 episódios foi revisado e a história foi reescrita para ser contada em três episódios. Finalmente, um ano após o lançamento original, em 28 de janeiro de 2021, foi lançado um segundo episódio, que mostrou os impactos de certas decisões nos capítulos anteriores e foi lançado junto com um documentário de uma hora intitulado "Not for Broadcast: Lights, Camera, Lockdown, "sobre como a equipe de desenvolvimento por trás do jogo revela como eles conseguiram produzir duas atualizações cheias de vídeo do jogo em meio a uma pandemia global". Depois de lançar o episódio 2, a produção foi interrompida mais uma vez pelos bloqueios da pandemia do COVID-19, o que atrasou ainda mais o lançamento do episódio 3 até 25 de janeiro de 2022.

## Recepção
Not For Broadcast recebeu críticas geralmente positivas dos críticos, tanto no acesso antecipado quanto no lançamento completo. O jogo foi elogiado por seu conceito e jogabilidade inovadores, incluindo os segmentos de vídeo satíricos exagerados e a mecânica da sala de controle de produção. As críticas foram para o seu "comentário político no nariz", com Cass Marshall escrevendo para a Polygon "[o jogo está] colocando-o em cheio". No Steam, o jogo tem comentários de usuários "extremamente positivos".
De acordo com o Guinness World Records, o jogo tem o recorde de "Mais Full Motion Video em um videogame", com 42 horas, 57 minutos e 52 segundos. Isso, por sua vez, também foi coberto positivamente por vários meios de comunicação.